# ニーヴ・キューザック
ニーヴ・キューザック（Niamh Cusack、1959年10月20日 - ）は、アイルランドの女優。父親は俳優のシリル・キューザック。シニード・キューザックとソーチャ・キューザックは姉、キャサリン・キューザックは妹。

## 出演作品
- ヒア アフター
- ミス・マープル パディントン発4時50分（エマ・クラッケンソープ）
- 名探偵ポワロ クラブのキング（バレリー・サンクレア）
- ピーターラビットとなかまたち(ビアトリクス・ポター)